# Pambos Papadopulos
Pambulis „Pambos” Papadopulos (gr. Παμπουλής «Πάμπος» Παπαδόπουλος, ur. 26 maja 1947 w Limassolu) – cypryjski piłkarz występujący na pozycji pomocnika. Były dwudziestopięciokrotny reprezentant Cypru.